# Ferdinand Stoliczka
Ferdinand Stoliczka, en tchèque : Ferdinand Stolička, né à une date incertaine en 1838 à Bílany près de Kremsier (en margraviat de Moravie) et mort le 19 juin 1874 à Shayok River[Quoi ?] (dans la province[Selon qui ?] du Ladakh), est un géologue, un paléontologue et un zoologiste britannique d'origine morave.

## Biographie

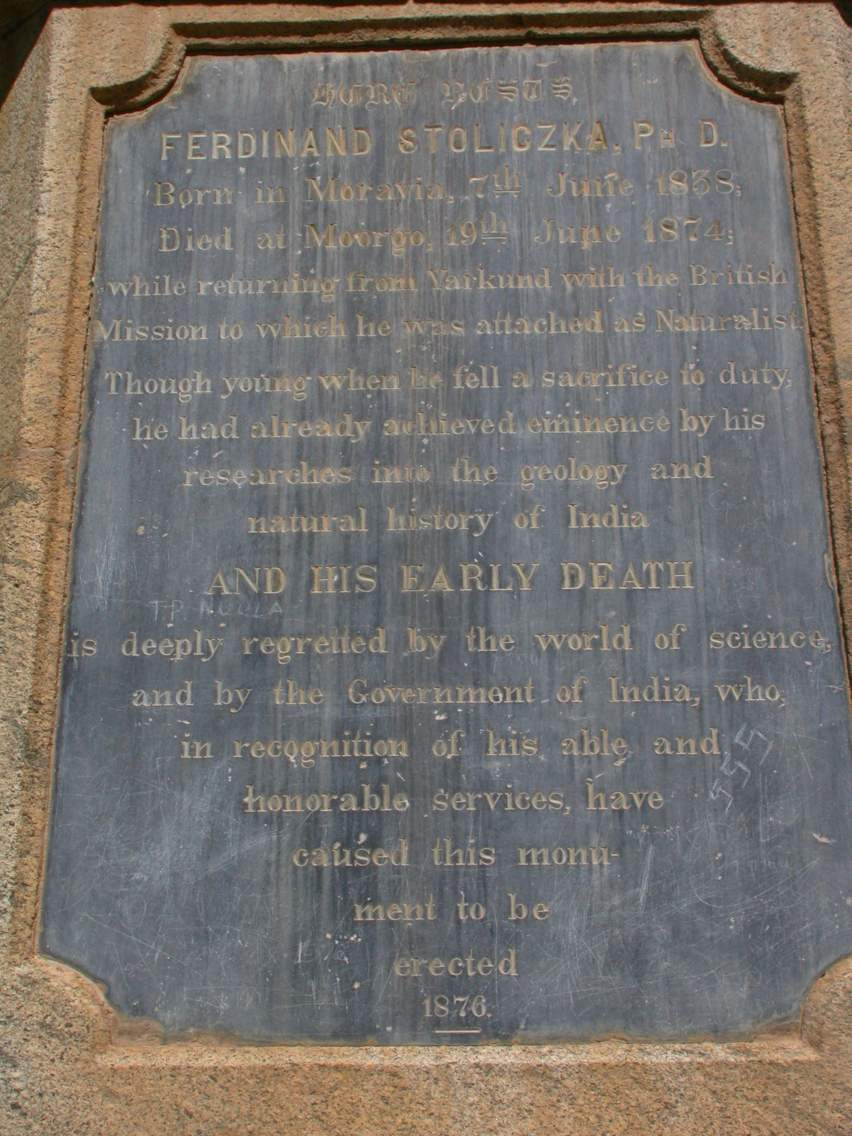
Mémorial situé à Leh.

Il étudie la géologie et la paléontologie à Prague et à l'université de Vienne et suit les cours des professeurs Eduard Sueß (1831-1914) et Rudolf Hoernes (1850-1912).
En 1859, il présente à l'Académie des sciences de Vienne une communication sur des mollusques d'eau douce datant du crétacé découverts dans des roches du nord-est des Alpes.
En 1861, il rejoint le service de recherche géologique autrichien.
C'est grâce à la recommandation d'Eduard Sueß que Stoliczka est embauché par le service scientifique britannique de Calcutta en 1862. Entre 1864 et 1874, il prend part à plusieurs expéditions dans l'Himalaya où il amasse un grand nombre de données pétrographiques et météorologiques et où il constitue une grande collection de roches, de fossiles, de plantes, d'insectes, quelques mammifères et une belle série de plumages.
À Calcutta, il étudie les fossiles du Crétacé du sud de l'Inde et publie Palaeontologia indica en collaboration avec William Thomas Blanford (1832-1905).
En 1873, il se joint à une expédition britannique partant pour le Yarkand et le Kashgar sous la direction Sir Thomas Douglas Forsyth (1827-1886). Il meurt à cause de la rigueur de l'altitude lors du retour de l'expédition. Le compte rendu scientifique de ses observations est publié par Allan Octavian Hume (1829-1912).